# Ley Lara
La Ley Lara, Ley del Tararí o Ley de Orden Público fue un instrumento jurídico aprobado en el parlamento de Venezuela por el gobierno de Eleazar López Contreras en junio de 1936, con la finalidad de controlar las manifestaciones políticas de la oposición y reprimirlas si era necesario. El nombre de dicha ley hace referencia a su autor intelectual, el por ese entonces ministro de Relaciones Interiores Alejandro Lara Núñez.

## Historia
Luego de 27 años de dictadura gomecista, que culminó el 17 de diciembre de 1935 con la muerte de Juan Vicente Gómez. El 19 de abril de 1936 se reunió el Congreso Nacional y eligió a Eleazar López Contreras Presidente de Venezuela para el periodo de 1936-1941. Pero a pesar de la petición que hizo la izquierda de que luego de esta decisión se disolviera el Congreso Gomecista, estos se negaron y pronto comenzaron la redacción de una ley en contra de este sector político. Esta denominada "Ley Lara", fue aprobada en junio del mismo año y contemplaba la prohibición de actividades terroristas y rebeldes en el país.

## Capítulos
Esta ley constaba de cinco capítulos, comenzando por unas disposiciones preliminares que definían el fundamento de la ley y señalaban las autoridades que velarían por el cumplimiento de ella.

### Capítulo I "De la organización y vigilancia de las reuniones públicas y privadas"
El capítulo I, se ocupaba "De la organización y vigilancia de las reuniones públicas y privadas", cuyas disposiciones limitaban la reunión que era garantizada por la Constitución. En tal sentido, de acuerdo con dichas disposiciones se establecía que para celebrar una reunión por lo menos 5 de sus promotores debían, con 24 horas de anticipación, participarlo por escrito a la primera autoridad civil, la cual estaba facultad para conceder o no el uso de las calles, plazas o cualquier otro lugar. Asimismo, debía solicitarse auxilio de la autoridad para impedir actividades ilícitas en las reuniones y de no hacerlo, los promotores, organizadores y directores serían responsables de las infracciones en razón de su objeto o de los discursos pronunciados.

### Capítulo II "De las Asociaciones"
En él se reglamentaban minuciosamente todas las formalidades a cumplir para poder organizarlas, tales como la intervención interna que podían tener en ellas las autoridades y las penalidades en caso de infracción.

### Capítulo III "De las huelgas en relación con el orden público"
Este capítulo prohibía las huelgas con fines políticos, las huelgas generales o paros generales y las huelgas de funcionarios o empleados públicos, con penas que oscilaban entre 1 y 6 años de prisión.

### Capítulo IV "De la propaganda política ilegal"
En el capítulo IV, titulado "De la propaganda política ilegal" destacaban los artículos 33 y 37. 
El primero expresaba lo siguiente: "El que verbalmente, por escrito o por impresos, por medio de difusión, dibujos, carteles, mítines u otros medios de publicidad, o haciendo uso de algún servicio público, haga propaganda de las doctrinas o métodos comunistas, anarquistas, nihilistas o terroristas, o de aquellos que por su afinidad o sus medios de acción se equiparen a éstas, serán penados con prisión de 1 a 3 años". 
En cuanto al segundo artículo en el mismo se afirmaba: " Los dueños, directores o administradores de empresas periodísticas, emisoras de radio o cualquier otra publicidad cuya organización se su use para cometer alguno de los delitos previstos en este capítulo, serán penados con multas de 1.000 a 5.000 bolívares; en caso de reincidencia serán duplicadas las multas".

### Capítulo V "Del uso de la Fuerza Pública"
Fijaba en su artículo 38 el procedimiento para disolver una agrupación o reunión, con sujeción a los siguientes preceptos: a) Se avisará de viva voz que se van a dar 3 toques de atención y que ellos servirán de intimidación para la disolución de los congregados. b) Dado el aviso se procederá a dar los toques de atención con intervalos de 10 minutos. c) Si al tercer toque de atención no se disolviere la agrupación o reunión se hará uso de la fuerza. d) Si fuere necesario hacer fuego se anunciará con un nuevo toque de atención. La primera descarga se hará al aire". 
El artículo 43 señalaba la ocasión en la que los agentes de la autoridad no necesitaban orden judicial para entrar en un hogar doméstico. En las disposiciones generales los 2 últimos artículos rezaba lo siguiente: "Artículo 45. Se considera agravante de todo delito o falta el haberse cometido con infracción de la presente Ley, sin perjuicio de la aplicación de las penas en ellas establecidas" y "Artículo 46. La pena de prisión impuesta por los tribunales de justicia de acuerdo con las disposiciones contenidas en los capítulos III y IV de esta Ley, podrán conmutarse, a petición del Ministerio de Relaciones Interiores, por la expulsión del territorio de la República. A este fin se computará un día de prisión por tres de expulsión del territorio de la República. Si el expulsado volviere al país durante el tiempo de su condena se le aplicará la pena del presidio por el doble del tiempo que le falte para cumplir la condena".

## Reacciones

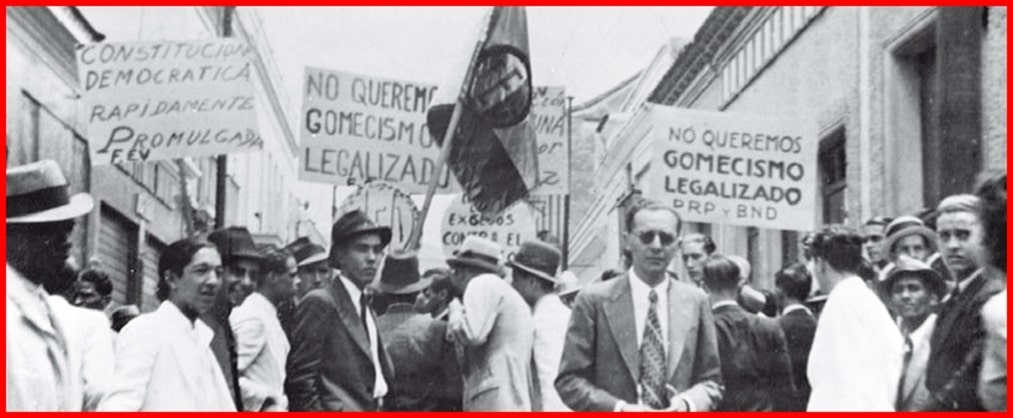
Protestas antigomecistas en Venezuela en 1936 con partidario del Partido Republicano Progresista (PRP), el Bloque Nacional Democrático (BND) y la Federación de Estudiantes de Venezuela (FEV).

Como consecuencia de esas restricciones impuestas por la Ley Lara, las agrupaciones FEV-OP, ANDE, ORVE y Partido Republicano Progresista realizaron una movilización de 20.000 personas desde la plazoleta del Teatro Municipal de Caracas hasta el Panteón Nacional de Venezuela. Figuras como Jóvito Villalba, Rómulo Betancourt y Miguel Acosta Saignes para exigir al Ejecutivo reconsiderar la promulgación de la ley. Ante el silencio gubernamental, estas organizaciones políticas, junto a otras gremiales como la Asociación General de Choferes del Distrito Capital, la Sociedad Mutuo Auxilio de Barberos y el FO, organizan el Comité de Defensa Democrático (CDD), que se da a la tarea de preparar y convocar a una huelga general para el 12 de junio de ese año con la finalidad de solicitar la derogación de la ley. Esta primera convocatoria tuvo modestos resultados, lograron paralizar el comercio y las actividades en Caracas, con protestas en Maracaibo y Barquisimeto.
La huelga cedió 3 días después ante la promesa del presidente Eleazar López Contreras, de que se modificaría la Ley de Orden Público, se confiscarían los bienes del general Juan Vicente Gómez y miembros de su familia, y se aprobaría una nueva Ley del Trabajo. No obstante, se ordenó la detención de sus dirigentes y convocantes. Entre ellos Rodolfo Quintero, Ernesto Silva Tellería, Rómulo Betancourt, Jóvito Villalba, Alejandro Oropeza Castillo y Luis Hernández Solís. Los presos fueron trasladados hasta la cárcel El Obispo, mientras se desarrolló el juicio, que culminó con la liberación de los procesados.

## Consecuencias

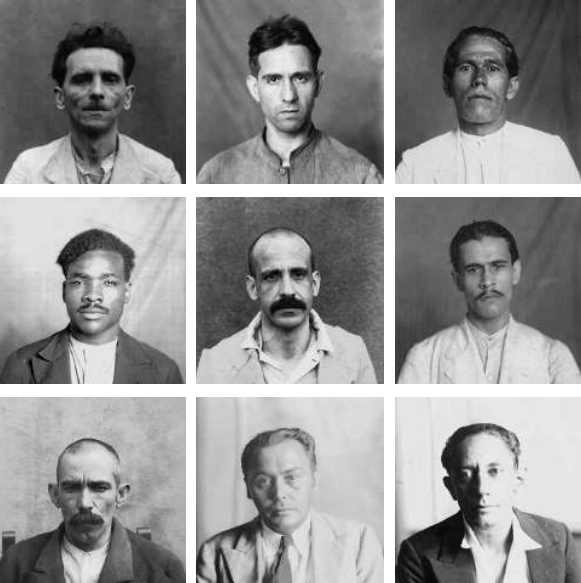
Militantes del Partido Comunista de Venezuela, expulsados en 1936 por la aplicación de la Ley Lara.

Debido al carácter represivo y antidemocrático, La Ley Lara fue objeto de críticas y protestas por diferentes sectores de la opinión nacional. En este sentido, su decreto por el Congreso Nacional sirvió de fundamento para la huelga general y política del mes de junio de 1936. Asimismo, por sus acciones en contra del artículo 17 de la ley se ordena la disolución de ORVE, PRP, FEV, FO y el FNT.